# Otto von Lohn
Otto von Lohn (* um 1205; † nach 1255) war Domherr in Köln, Münster und Bremen sowie von 1252 bis 1255 Graf von Lohn.

## Leben
Otto von Lohn entstammte dem Geschlecht der Edelherren von Lohn und war ein Sohn Gerhards von Lohn (1155–1221) und dessen aus dem Hause Bredevoort stammenden Gemahlin, deren Vorname nicht überliefert ist. Sein Bruder Heinrich war Domherr in Münster und als Domkustos für die Unterhaltung und den Betrieb des Doms zuständig. 1234 kam Otto in den Besitz eines Kanonikats in der Kirche St. Gereon zu Köln und fand am 13. Oktober 1242 erstmals als Domherr zu Münster urkundliche Erwähnung. Bei der Fehde zwischen Otto von Tecklenburg und dem Grafen Ludwig von Ravensberg stand er auf Tecklenburger Seite. 1252 starb sein Bruder, der Graf Hermann von Lohn. Da dessen Sohn Hermann noch minderjährig war, verzichtete Otto auf seine Präbenden und nahm für seinen Neffen die Geschäfte als Graf wahr. 1255 wurde Hermann volljährig und Otto trat als Graf zurück. Er besaß auch ein Kanonikat in Bremen. Über seinen weiteren Lebensweg gibt die Quellenlage keinen Aufschluss.